# Robert Woonton
Robert Philip Woonton (ur. 1949) – pochodzący z Wysp Cooka doktor medycyny, polityk, dyplomata, były członek parlamentu, siódmy premier Wysp Cooka w latach 2002-2004.

## Kariera polityczna
Urodzony w 1949 roku, z wykształcenia doktor medycyny, związany z wyspą Manihiki, przed rozpoczęciem kariery politycznej prowadził własną praktykę medyczną na Manihiki i w Arorangi. Członek Partii Demokratycznej, która między 1999 a 2003 rokiem rozbita była na kilka niezależnych frakcji. W kilku kolejnych rządach, między rokiem 1999 a 2002, sprawował funkcje m.in. ministra transportu, ministra zasobów wodnych, a także ministra spraw zagranicznych. Od 9 do 16 września 2000 r. Woonton przebywał z wizytą w Chińskiej Republice Ludowej, gdzie spotkał się z przedstawicielami chińskiego ministerstwa rolnictwa. 19 lutego 2001 roku premier Terepai Maoate pozbawia go teki ministra transportu, którą przejmuje dla siebie. Po odwołaniu Woonton przyznał, że resort transportu był dla niego dużym ciężarem, mimo to w dalszym ciągu pozostawał na czele resortów: spraw zagranicznych, zasobów wodnych, imigracji, rolnictwa i turystyki, a także stał na czele rady rozwoju inwestycji. W maju 2001 roku Woonton odwiedza Brukselę, gdzie spotkał się z przedstawicielami Komisji Europejskiej z którymi dyskutował na temat stosunków Unii z państwami Pacyfiku.
W sierpniu 2001 roku Robert Woonton zostaje powołany na stanowisko wicepremiera. 8 lutego 2002 roku Woonton wchodzi w konflikt z premierem Maoate, którego oskarża o okrutne i dyktatorskie zapędy jakie wykazał odwołując dwóch ministrów z rządu. Po krytyce pod adresem premiera Woonton podaje się do dymisji, ale kilka godzin później, po odrzuceniu wotum nieufności przeciwko premierowi, Maoate oświadcza, że nie przyjmuje dymisji swojego podwładnego i jednocześnie nie ma mu złe jego krytyki. Cztery dni później, 12 lutego 2001 roku, zostaje zgłoszony nowy wniosek o wotum nieufności pod adresem premiera. Przechodzi on stosunkiem głosów 15 do 9, a nowym szefem rządu Wysp Cooka zostaje Robert Woonton.

## Premier Wysp Cooka
Po objęciu urzędu premiera Robert Woonton ogłosił, że wsparł wotum nieufności przeciwko swojemu byłemu szefowi i koledze partyjnemu, gdyż był zmęczony, że państwo rządzone jest przez nieudolnych biurokratów z otoczenia Maoate, a nie przez polityków wybranych w wyborach przez obywateli. W nowym rządzie znalazło się miejsce przede wszystkim dla koalicji, która pomogła obalić poprzedni rząd, w jego skład weszli dwaj byli premierzy z Partii Wysp Cooka – Geoffrey Henry i Joe Williams. Dojście do władzy Woontona wydarzyło się dla niego w dość szczęśliwym momencie, gdyż od kilkunastu miesięcy trwało przeciwko niemu dochodzenie prokuratorskie. Robert Woonton był podejrzewany o użycie publicznych pieniędzy dla sfinansowania prywatnej jednego z członków parlamentu i jego żony w Nowej Zelandii, gdzie miała ona przejść sfinansowane przez państwo zabiegi medyczne. W ten sposób miał on rzekomo kupić głosy parlamentarzysty, co kwalifikowało się pod korupcję. Pod koniec maja 2001 roku Woonton został oczyszczony z zarzutów. Woonton bronił się, że zarzuty były bezpodstawne, a oskarżenia miały motywację zdecydowanie polityczną. Woonton zapowiedział zmianę stylu polityki oraz stworzenie otwartego rządu. Jedną z pierwszych jego decyzji było naniesienie korekt do budżetu i podniesienie kwoty wolnej od podatku z 6 tysięcy nowozelandzkich do poziomu 12 tysięcy dolarów nowozelandzkich, co miałoby pomóc najbiedniejszych mieszkańcom Wysp Cooka. W maju 2002 roku Woonton wszedł w konflikt z przedstawicielami mediów na wyspie Rarotonga, gdzie jedna z gazet weszła w posiadanie poufnych dokumentów rządowych dotyczących wydatków członków obozu rządzącego. Zdaniem policji dokumenty te mogły zostać zdobyty w sposób nielegalny. Gabinet Woontona rozpoczął wkrótce proces otwieranie lokalnego rynku na partnerów spoza regionu i spoza Unii Europejskiej, motywując to faktem, że Wyspy Cooka są zbyt biednym krajem by sprostać kryteriom importowym nakładanym przez Brukselę. Jako jednego z potencjalnych partnerów władze w Avarui wymienili Dominikanę. W czerwcu 2002 roku Woonton został oskarżony o złamanie prawa, gdy zapowiedział, że na dwie swoje zagraniczne europejskie podróże, do Brukseli i Rzymu zabierze swoją żonę. Prawo na Wyspach Cooka stanowi, że małżonka premiera może towarzyszyć mu w podróży zagranicznej tylko raz w czasie trwania roku fiskalnego. Woonton bronił swojej decyzji, przyznając że przepisy zostały nagięte, ale jego zdaniem nie obowiązują one, gdy małżonka otrzyma specjalne zaproszenie od organizatorów – a tak właśnie się stało w przypadku dwóch tych wizyt.
W sierpniu 2002 roku Woonton wziął udział w szczycie Forum Wysp Pacyfiku, które odbywało się na Fidżi. W czasie swojego oficjalnego przemówienia podczas tego szczytu, premier Wysp Cooka ogłosił, że kraje Pacyfiku powinny stworzyć własną wizję rozwoju demokracji. Zauważył też, że większość konstytucji krajów regionu powstała z obcego nadania, bez wzięcia pod uwagę tutejszych uwarunkowań kulturalnych. We wrześniu 2001 roku wybucha kolejny skandal prasowy, gdy dziennik Cook Islands Independent ujawnił, że premier i jego żona najprawdopodobniej sfinansowali ze środków publicznych zakup mebli do swojego prywatnego mieszkania. Woonton zaprzeczył tym doniesieniom oraz wysłał list do wydawcy, George'a Pitta, grożąc mu pozwem. Odpowiednia agencja rządowa zapowiedziała kontrolę licencji prasowej dziennika, a także w lokalnej telewizji należącej do tego samego właściciela. Jednocześnie ministerstwo imigracji miało rzekomo rozpocząć procedurę sprawdzania legalności pobytu Pitta w kraju. W październiku rząd oskarżył Organizację Współpracy Gospodarczej i Rozwoju o finansowy terroryzm jaki organizacja miała stosować przy zapowiedzi umieszczeniu Wysp Cooka na czarnej liście krajów podejrzewanych o nieuczciwe praktyki pieniężne i pranie brudnych pieniędzy. Kierownictwo Wysp Cooka dało do zrozumienia, że działania OECD są pełne hipokryzji, gdyż grozi ona tylko małym rozwijającym się krajom, a nie zauważa działań wielkich państw. W listopadzie ogłoszono nową koalicję która miała całkowitą większość w parlamencie, w opozycji znalazł się tylko jeden poseł. Po przeprowadzeniu najważniejszych reform, takich jak zmniejszenie liczby posłów czy ograniczenia ich kadencji z pięciu do czterech lub trzech lat, miałyby zostać rozpisane nowe wybory parlamentarne. 12 listopada przed budynkiem parlamentu odbył się protest ponad stu obywateli, którzy protestowali przeciwko faktowi, że w koalicji rządzącej znajduje się 24 na 25 posłów, co ma być dowodem na to, że system demokratyczny na wyspach jest w fazie erozji. Protestujący domagali się jak najszybszego rozpisania nowych wyborów. Ta wielka koalicja rozpadła się 30 stycznia 2003 roku, gdy Geoffrey Henry został usunięty ze stanowiska wicepremiera i wszystkich zajmowanych przez niego resortów, a jego Partia Wysp Cooka wyrzucona z koalicji. Woonton zachował większość w parlamencie, gdyż właśnie doszło do połączenia dwóch do tej pory rywalizujących ze sobą frakcji i wskrzeszenia dawnej Partii Demokratycznej. Do rządu powrócił były premier Terepai Maoate, tym razem zajmując zwolnione przez Henry'ego stanowisko wicepremiera.
22 maja 2003 roku Robert Woonton gości w Brukseli, gdzie Wyspy Cooka zostają uwzględnione jako nowy członek spotkań pomiędzy ministrami europejskimi a ich odpowiednikami z regionu Karaibów, Afryki i Pacyfiku. W czasie swego pobytu Woonton nawiązał w imieniu swojego państwa stosunki dyplomatyczne z Jamajką. Premier oznajmił także, że jego kraj otrzyma wsparcie Unii Europejskiej rzędu kilku milionów dolarów, na rozwój sektorów związanych z połowem i hodowlą pereł, rybołówstwem, a także w procesie poprawy standardu ujęć wody pitnej na wyspach. Wyspy Cooka otrzymały w tym czasie także pomoc, w wysokości miliona dolarów, od rządu chińskiego. Jednocześnie szef rządu zapewnił, że państwo powinno w jak najmniejszym stopniu polegać na pomocy zagranicznej. Jego zdaniem tego typu środki powinny być przeznaczone na inwestycje i rozwój kraju, a nie na pokrycie bieżących działań rządu. 5 listopada 2003 roku Terepai Maoate miał podjąć nieudaną próbę odsunięcia Woontona od władzy, pod zarzutem nieudolnego kierowania państwem, ale jego zamierzenia najprawdopodobniej się nie powiodły i został zmuszony do rezygnacji. Maoate miał złożyć wniosek o wotum nieufności wobec gabinetu Woontona, ale wycofał się z niego, nie chcąc wywołać zamieszania w szeregach własnej partii. Maoate na fotelu wicepremiera zastąpiła Ngamau Munokoa, która stała się tym samym pierwszą kobietą w historii Wysp Cooka na tak wysokim stanowisku. W grudniu 2003 roku Woonton udał się z oficjalną wizytą do Nowej Zelandii. W kwietniu 2004 roku Robert Woonton przebywał z wizytą w Chinach Ludowych. Zakończyła się ona sukcesem dla rządu w Avarua, gdyż chiński premier Wen Jiabao przyznał Wyspom Cooka 16 milionów dolarów pomocy, które miałyby zostać przeznaczone na rozwój kraju. W czasie tej wizyty, 29 kwietnia, Woonton spotkał się także z przewodniczącym ChRL Hu Jintao. W czasie spotkania premier Wysp Cooka wyraził poparcie dla chińskiej polityki jednych Chin oraz polityki Chin wobec Tajwanu. W czasie tej wizyty podpisano protokół o zwiększeniu współpracy pomiędzy Chinami a Wyspami Cooka. Poparcie dla chińskiej polityki wobec Tajwanu przyniosło wielkie korzyści dla państwa, gdyż za sam ten symboliczny gest Wyspy Cooka otrzymały wsparcie w postaci 2,5 miliona dolarów. Decyzja ta spotkała się z pewną krytyką w kraju oraz satyrycznym artykułem w czasopiśmie wspomnianego George'a Pitta, któremu i tym razem zagrożono sądem za zniesławienie szefa rządu.
Wybory parlamentarne na Wyspach Cooka zostały rozpisane na 7 września 2004 roku. W czasie kampanii wyborczej premier i jego partia byli oskarżani o użycie publicznych środków masowego przekazu do wspierania kandydatów Partii Demokratycznej. Głównym rywalem w wyścigu o mandat z Manihiki był Henry Puna reprezentujący Partię Wysp Cooka. Wczesne wyniki wyborów wskazywały na porażkę Woontona, w stosunku głosów 105 do 90. Po przeliczeniu głosów okazało się jednak, że premier zdobył 142 głosy, a Puna 138 i tym samym obronił swój mandat. Także Partia Demokratyczna odniosła sukces zdobywając 14 mandatów na 25 możliwych. Spekulowano jednak, że pozycja Woontona i jego przywództwo może być zagrożone, gdyż Terepai Maoate wyrósł znów na silnego rywala do walki o fotel szefa rządu. Cios dla Woontona nadszedł z innej strony. Wkrótce po ogłoszeniu wyników wyborów Henry Puna oskarżył premiera o kupowanie głosów, dopuszczenie do głosowania osób do tego nieuprawnionych, a także zastraszanie pracowników sfery rządowej, którzy mieliby zostać zwolnieni z pracy w przypadku zagłosowania przeciwko Woontonowi. Zażalenie zostało uwzględnione przez komisję wyborczą i przekazane do dalszego rozpatrzenia. W międzyczasie doszło do rozłamu w Partii Demokratycznej. Woonton i jego zwolennicy w parlemancie ogłosili też utworzenie nowej partii, która została nazwana Partią Demo Tumu. Utworzyła ona koalicję z Partią Wysp Cooka dysponującą dziewięcioma mandatami, co łącznie dało im większość w parlamencie. Gabinet ten został nazwany rządem jedności narodowej. Uzgodniono, że po dwóch latach Woonton ustąpi z funkcji premiera, a zastąpi go Geoffrey Henry. Wkrótce okazało się, że plany te nie zostaną zrealizowane. W grudniu sąd ogłosił, że wybory na Manihiki przebiegły w sposób nieprawidłowy i po ponownym przeliczeniu głosów okazało się, że zarówno Woonton jak i Puna uzyskali równo po 134 głosy. Sąd nakazał też powtórzenie wyborów. Robert Woonton ogłosił jednak, że w wyborach tych nie wystartuje. Jako że Woonton nie był już oficjalnie członkiem parlamentu, nie mógł on pełnić funkcji premiera. 11 grudnia 2004 roku ustąpił ze stanowiska.

## Dalsze życie
Następcą Woontona w fotelu premiera Wysp Cooka został Jim Marurai. Koalicja z Partią Wysp Cooka przetrwać miała do 2006 roku, gdy rozpadła się, a Partia Demo Tumu połączyła się ponownie z Partią Demokratyczną. 25 maja 2005 roku Robert Woonton został mianowany Wysokim Komisarzem Wysp Cooka w Nowej Zelandii. W marcu 2006 roku premier Marurai oskarżył Woontona o próby podważenia jego przywództwa i nielojalność. 7 marca 2006 roku rząd Wysp Cooka potwierdził, że Robert Woonton został odwołany ze stanowiska. W 2010 roku próby obalenia rządu przez Woontona zostały potwierdzone przez depesze ujawnione przez WikiLeaks.